# Liste der australischen Botschafter in Dänemark

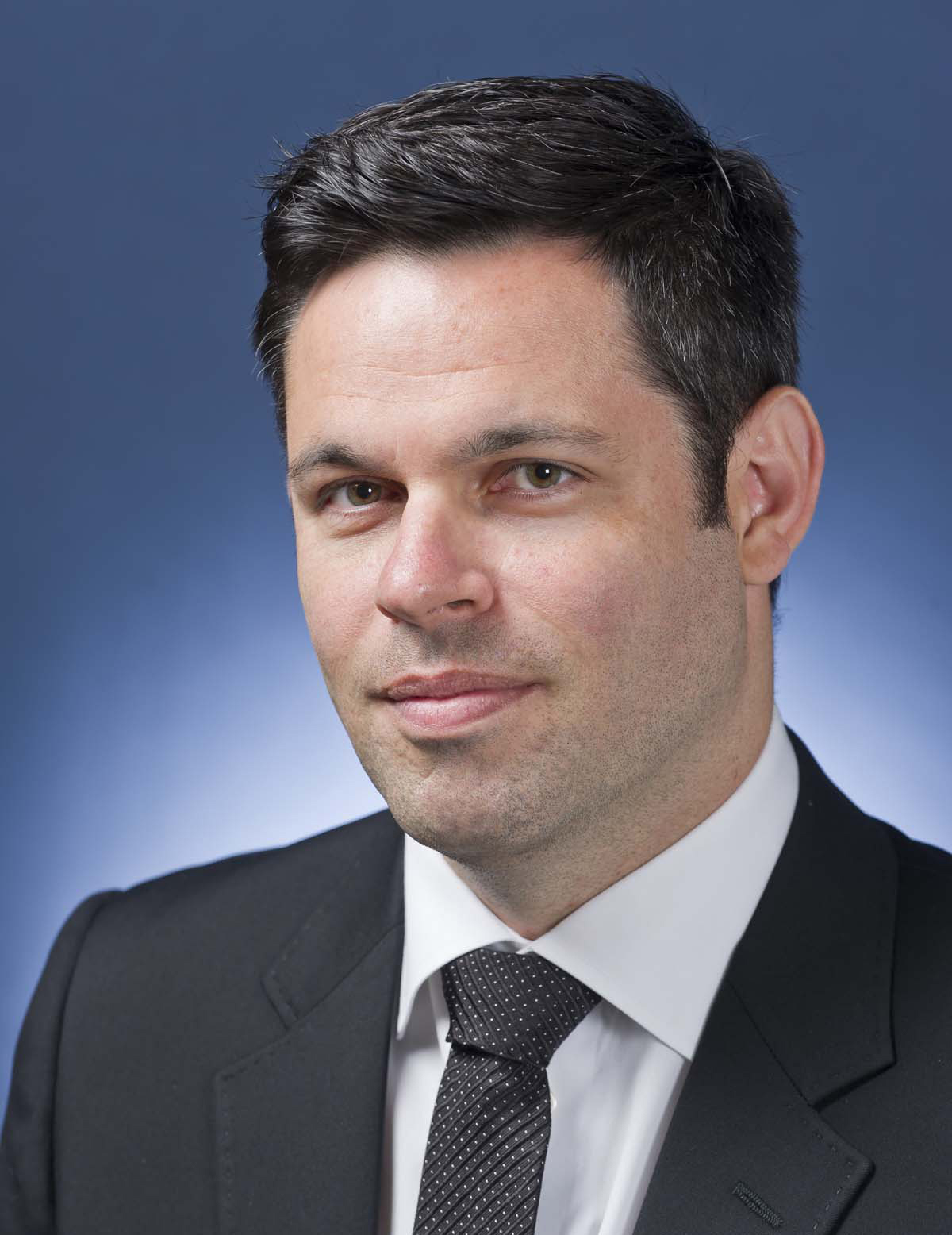
Damien Miller, australischer Botschafter in Dänemark (2013)

Der australische Botschafter in Kopenhagen ist regelmäßig auch in Oslo und Reykjavík akkreditiert. Amtierender Botschafter ist Damien Miller.

## Geschichte
Bis 1974 war der Botschafter Australiens in Den Haag auch bei der Regierung in Kopenhagen akkreditiert. Im November 1970 wurde das Generalkonsulat in Kopenhagen, damals in der Hammerensgade 4, zur Botschaft aufgewertet. 1988 befand sich die australische Botschaft in der Kristianiagade 21. Von Mai 1997 bis 2002 war die australische Botschaft in Kopenhagen geschlossen. Stattdessen wurde der Botschafter mit Sitz in Stockholm regelmäßig von Margrethe II. akkreditiert. Derzeit befindet sich die Botschaft in Dampfaergevej 26.

## Botschafter
| Ernennung     | Botschafter                | Bemerkungen                                                                                  | Premierminister Australiens | Dänischer Regierungschef | Ende der Amtszeit |
| ------------- | -------------------------- | -------------------------------------------------------------------------------------------- | --------------------------- | ------------------------ | ----------------- |
| 1971          | Lloyd Douglas Thomson      | Sitz in Den Haag                                                                             | William McMahon             | Jens Otto Krag           | 1974              |
| 1974          | Ruth Violet Lissant Dobson |                                                                                              | Gough Whitlam               | Poul Hartling            | 1976              |
| 1976          | James Charles Humphreys    | (* 6. Oktober 1934)                                                                          | Malcolm Fraser              | Anker Jørgensen          | 1978              |
| 1980          | Roland Alfred Walker       |                                                                                              | Malcolm Fraser              | Anker Jørgensen          | 1983              |
| 1987          | Jeffrey Alan Benson        |                                                                                              | Bob Hawke                   | Poul Schlüter            | 1991              |
| 1991          | John Robson Burgess        |                                                                                              | Paul Keating                | Poul Schlüter            | 1995              |
| Mai 1997      | Schließung der Botschaft   | Schließung der Botschaft                                                                     | John Howard                 | Poul Nyrup Rasmussen     | 1. Mai 2000       |
| 2. Dez. 1997  | Judith Pead                | Sitz in Stockholm                                                                            | John Howard                 | Poul Nyrup Rasmussen     | 1. Feb. 1999      |
| Feb. 1999     | Stephen Brady              | Sitz in Stockholm                                                                            | John Howard                 | Poul Nyrup Rasmussen     | 2003              |
| Dez. 2003     | Matthew Peek               | (* 1. September 1946 in Sydney) 1991–1995: Botschafter in Santiago de Chile, La Paz und Lima | John Howard                 | Anders Fogh Rasmussen    | 2006              |
| 26. Mai 2010  | James Choi                 |                                                                                              | Julia Gillard               | Lars Løkke Rasmussen     | 2013              |
| 14. Juni 2013 | Damien Miller              |                                                                                              | Kevin Rudd                  | Helle Thorning-Schmidt   |                   |